# 三浦秋鶴
三浦 秋鶴（みうら しゅうかく、1933年5月19日 - ）は、日本の書家。東京都江東区生まれ。木村東道に師事。本名は信子、秋鶴は号。

## 役職
- 清風会総務
- 新興書道展
  - 運営委員
  - 一部審査会員
- 毎日書道展会員
- 清風書道教室 行田支部長

## 書歴
新興書道展
- 1979年 特選
- 1980年 特選

毎日書道展
- 1995年 秀作賞を受賞
- 1998年 秀作賞を受賞
- 2000年 秀作賞を受賞
- 2001年 毎日賞を受賞